# Hors de prix
Pour plus de détails, voir Fiche technique et Distribution.
Hors de prix est un film français réalisé par Pierre Salvadori, sorti en 2006.

## Synopsis
Jean, serveur timide et gauche d'un grand hôtel de Biarritz, passe, à la suite d'un quiproquo, pour un milliardaire aux yeux d'Irène, une habile prostituée de luxe qui hante les palaces. Ils passent une nuit ensemble, mais quand elle découvre qu'il n'est que serveur, elle le fuit aussitôt.   
Jean, amoureux, la cherche et la retrouve sur la Côte d'Azur. Il gaffe, ruine les efforts d'Irène pour retrouver un "sponsor", fait capoter une liaison possible. Irène se venge et accepte son invitation, et le ruine froidement en restau et shopping. Au moment où il allait finir au commissariat pour n'avoir pu régler sa note de palace, le hasard le fait rencontrer Madeleine, une millionnaire âgée qui le prend en homme de compagnie, éponge sa dette et se répand en cadeaux. Il adopte donc le mode de vie de celle qu'il aime, Irène. Soudain attirée par Jean qui désormais lui ressemble car devenu gigolo, Irène s'attache  à lui. Mais Irène est surprise par ses mécènes successifs, qui la mettent à la porte ; lui préfère prendre sa liberté, et lui comme elle  se retrouvent sans le sou. Irène fait passer Jean pour un prince milliardaire auprès d'une autre poule de luxe. Mais trop amoureuse, elle révèle le subterfuge, pour que Jean soit de nouveau à elle. Ils partent ensemble vers l'inconnu, sans un sou et heureux.

## Fiche technique
- Titre : Hors de prix
- Réalisation : Pierre Salvadori
- Scénario : Pierre Salvadori et Benoît Graffin
- Dialogues : Pierre Salvadori
- Musique : Camille Bazbaz
- Photographie : Gilles Henry
- Son : François Maurel, Christophe Winding, Joel Rangon
- Distribution : TFM Distribution
- Production : Philippe Martin
- Montage : Isabelle Devinck
- Décors : Yves Fournier
- Costumes : Virginie Montel (de)
- Assistant réalisation : Alan Corno
- Pays :  France
- Format : couleur - 35 mm
- Genre : comédie romantique
- Durée : 100 minutes
- Date de sortie : 13 décembre 2006
- Visa d'exploitation : 111 453
- Budget : 11,7 millions d'euros

## Distribution
- Gad Elmaleh : Jean Simon
- Audrey Tautou : Irène Mercier
- Marie-Christine Adam : Madeleine, la riche amante de Jean
- Vernon Dobtcheff : Jacques, le riche amant d'Irène à Biarritz
- Jacques Spiesser : Gilles, le riche amant d'Irène sur la Côte d'Azur
- Annelise Hesme : Agnès, la belle rivale d'Irène
- Laurent Claret : le responsable du bar à Biarritz
- Blandine Pélissier : la femme de chambre
- Didier Brice : François
- Laurent Mouton : le serveur au café François
- Jean-Michel Lahmi : le chirurgien esthétique
- Guillaume Verdier : le serveur de la piscine 2
- Frédéric Bocquet : le réceptionniste à Monaco
- Charlotte Vermeil (ht) : la dame au chihuahua
- Claudine Baschet : la dame au dogue
- Jean de Coninck : le client au cigare
- Philippe Vendan-Borin : un serveur du restaurant à Biarritz
- Bernard Bourdeau : le collègue de Jean à Biarritz
- Luc Chavy : le serveur de la piscine 1

## Production

### Tournage
Le film a été tourné, pour les scènes à Biarritz, à l'Hôtel du Palais dans la même ville.

## Accueil

### Critique
Un jeu précis, nuancé et savoureux d'Audrey Tautou. Gad Elmaleh touchant. Leur meilleurs rôles. Il manque les verbes.
Tous les acteurs, même secondaires, sont dirigés de main de maître, que ce soit les rombières tannées et vaniteuses qui ne parlent qu'à leur chiens, le réceptionniste froid et sadique de l'hôtel qui se voit déjà envoyer le client démuni en taule, le client de palace qui s'impose : "prenez un cigare ", le collègue consterné de Jean qui le découvre sous les draps, le chef de bar qui ruse pour faire partir les gens, les amis et amies millionnaires, pigeons désabusés, raffinés et mordants. 
Mise en scène ; des plans adroits, légers, savoureux. Des retournements de situation, des situations récurrentes dont parfois seul le spectateur est informé. 
Un marivaudage réaliste et délicieux. Un tableau de la prostitution de luxe dans les palaces. "c'est un petit monde" susurre Audrey Tautou.
"Can't Buy me love" ? une énième variation sur l'amour et l'argent, mais jouissive, drôle et tellement enlevée. 
Une musique percutante et subtile, parfois à l'orgue Hammond. Des plans visuels et une photographie splendides.

### Box office
Il a enregistré 2 100 000 entrées.